# Capoeira União
Die Grupo de Capoeira União ist eine internationale Vereinigung zur Pflege des brasilianischen Kampftanzes Capoeira. Sie wurde 1994 von Mestre Omar da Conceição gegründet und ist vor allem aktiv in Brasilien, der Schweiz, Italien und Deutschland.
Die Stilrichtung ist vorwiegend Capoeira Regional.